# America’s Got Talent
America’s Got Talent (kurz AGT) ist eine amerikanische Castingshow und Teil des von Simon Cowell gegründeten globalen Got-Talent-Franchise. Die Show wird von Fremantle USA und Syco Entertainment produziert, von ersterem vertrieben und seit 2006 jährlich von NBC ausgestrahlt.

## Entstehungsgeschichte
Das Konzept von America’s Got Talent wurde von X Factor-Schöpfer und Manager von Sony Music, Simon Cowell, entwickelt, der einen Talentwettbewerb schaffen wollte, der größer ist als die anderen im Fernsehen übertragenen Talentwettbewerbe. Sein Vorschlag, der erstmals 2005 dem britischen Fernsehsender ITV unterbreitet wurde, betraf einen Wettbewerb, an dem Teilnehmer jeden Alters und jeden Ortes mit jeder Art von Talent teilnehmen konnten. 
Das Netzwerk befürwortete das Konzept und gab grünes Licht für die Produktion einer Pilotfolge, um das Format zu testen, wobei Cowell ein Gremium bildete, das aus ihm selbst und zwei weiteren Juroren bestand, darunter der Boulevardjournalist Piers Morgan. Der Pilot erwies sich als Erfolg, und der ursprüngliche Plan für das Programm sah vor, dass eine britische Ausgabe zwischen 2005 und 2006 produziert und ausgestrahlt werden sollte, moderiert von Paul O’Grady, der beim Piloten assistiert hatte, bevor Cowell das Format für das amerikanische Fernsehen vorschlagen würde. O’Grady war jedoch während der Arbeit an der Show in einen Streit mit ITV verwickelt, kündigte schließlich seinen Vertrag und wechselte zu einem anderen britischen Netzwerk.
Infolgedessen stellte Cowell die Arbeit an der britischen Ausgabe ein und bemühte sich, das Format in den Vereinigten Staaten einzuführen. Cowell wandte sich an mehrere Netzwerke und erhielt ein Angebot von NBC. Er stimmte einem Vertrag über die Produktion von fünfzehn Folgen für den Sommerplan 2006 zu. Cowell arbeitete intensiv an der Produktion von America’s Got Talent und neben Fremantle mit seiner Firma Syco Entertainment zusammen, entschied sich jedoch dagegen, Juror für das neue Programm zu werden, sondern als ausführender Produzent zu fungieren. 
Regis Philbin wurde als Moderator für die Show engagiert, und David Hasselhoff, Brandy Norwood und Morgan wurden die Juroren den ersten Staffel. Sie wurde ein Erfolg und veranlasste NBC, weitere Staffeln in Auftrag zu geben. ITV kontaktierte Cowell mit der Absicht, die Produktion der britischen Ausgabe für 2007 wieder aufzunehmen. Der Erfolg von Britain’s Got Talent führte neben dem weiteren Erfolg des amerikanischen Originals dazu, das Got Talent-Franchise zu schaffen.

## Ablauf

### Vorsprechen
Der Wettbewerb beginnt jedes Jahr mit einer Reihe von Vorsprechphasen, von denen die erste mit dem Titel Producers' Auditions von Produktionsteams in verschiedenen Städten der Vereinigten Staaten durchgeführt wird. Diese Phase ist offen für alle Formen von Acts und wird von einer unabhängigen Gruppe beurteilt und bestimmt somit, wer an der nächsten Phase der Auditions mit dem Titel Judges' Auditions teilnimmt – diese finden an einem öffentlichen Ort in ausgewählten Städten im ganzen Land statt.
Jeder Teilnehmer wird vor die Jury gerufen und hat 90 Sekunden Zeit, um vor Publikum seine Darbietung zu demonstrieren. Jeder Juror erhält einen Buzzer und kann ihn während einer Aufführung verwenden, wenn ihm die Darbietung nicht gefällt. Wenn ein Teilnehmer von allen Juroren gebuzzert wird, ist sein Auftritt automatisch beendet. Am Ende einer Aufführung geben die Juroren konstruktive Kritik und Feedback zu dem, was sie gesehen haben, woraufhin sie jeweils eine Stimme in Form von Bejahen oder Verneinen der Vorführung abgeben. Ein Teilnehmer benötigt eine Mehrheit, um zur nächsten Stufe überzugehen.
Von der fünften bis zur siebten Staffel (2010–2012) konnten Acts auch ein aufgezeichnetes Vorsprechen via YouTube einreichen. Sie wurden dann ausgewählt, um während des Live-Show-Teils vor Jury und Publikum aufzutreten. Vor der Aufnahme dieser Runde hatte die Show in den Staffeln drei und vier (2008–2009) eine separate Audition-Episode für Teilnehmer, die Videos auf MySpace gepostet hatten.
In der neunten Staffel (2014) fügte die Show den Castings ein neues Format in Form des „Golden Buzzer“ hinzu, der im Got-Talent-Franchise auftauchte, seit er erstmals bei Das Supertalent vorgestellt worden war. Während der Auditions darf seit 2015 jeder Juror einmal pro Staffel den Golden Buzzer verwenden, um einen Act automatisch in die Live-Shows zu schicken, unabhängig von der Meinung der anderen Juroren. Bei seiner ersten Verwendung 2014 rettete der Buzzer eine Darbietung nur vor der Elimination.

### Zweite Runde
Nachdem die Auditions abgeschlossen sind, führen die Juroren eine Sondersitzung (oder zweite „Audition“-Runde) durch, um zu bestimmen, welche Teilnehmer sich einen Platz in den Live-Runden des Wettbewerbs sichern können. Gemäß den Regeln des Formats konnten Teilnehmer, die es durch die vorläufigen Auditions geschafft hatten, ein Training absolvieren, um ihre Darbietung zu perfektionieren, woraufhin jeder einem bestimmten Teilnehmerkreis zugeteilt bekommt und ein zweites Mal vor der Jury auftreten darf. Es werden Buzzer verwendet, um eine Aufführung zu beenden und den Teilnehmer aus der Staffel zu streichen.
Zwischen der vierten (2009) und neunten Staffel (2014) wurde das Format geändert, um es an das von Britain’s Got Talent anzupassen: Teilnehmer, die es durch die vorläufigen Vorsprechen geschafft hatten, ließen ihr Vorspielmaterial von den Juroren überprüfen, die jeden in eine bestimmte Gruppe einordneten. Diese mussten nicht erneut auftreten, es sei denn, die Juroren haben dies verlangt. Vorführungen, die ihnen gefielen, wurden Plätze in den Live-Runden zugewiesen, während der Rest aus dem Wettbewerb dieser Staffel ausgeschlossen wurde. Alle wurden zurückgebracht, um von den Ergebnissen der Beratungen der Juroren zu erfahren. Das Format trug den Titel „Vegas Verdicts“ und fand auf dem Las Vegas Strip statt; für die letzten Staffeln seiner Verwendung wurde es in „Judgement Week“ umbenannt und in New York durchgeführt.
Zwischen der zehnten (2015) und der vierzehnten Staffel (2019) wurde das Format der Runde unter einem neuen Arrangement namens „Judge Cuts“ erneut geändert. Gemäß den Regeln des neuen Formats durchliefen Teilnehmer, die die vorläufigen Auditions bestanden hatten, eine zweite Phase von Auditions vor den Juroren an einem festen Ort. Ihre Leistung wurde jedoch nicht nur von der Jury, sondern auch von einem speziellen Gastjuror beurteilt, wobei alle Teilnehmer in vier Gruppen eingeteilt wurden; jede Gruppe wurde von ihrem eigenen Gastjuror beurteilt. Wie bei den Auditions konnten die Hauptjuroren ihre Buzzer jederzeit verwenden, um eine Aufführung zu stoppen, während der Gastjuror einen goldenen Buzzer für einen Teilnehmer verwenden durfte, der sie besonders beeindruckte, sowie Kommentare zu den von ihnen gesehenen Aufführungen abgeben durfte. In der fünfzehnten Staffel (2020) wurde die Runde zu einer einzigen Episode zusammengefasst und hatte aufgrund der COVID-19-Pandemie in den Vereinigten Staaten im Jahr 2020 keinen Gastrichter, bevor die Runde für die sechzehnte Staffel in ihre aktuelle Anordnung geändert wurde, die der von Britain's Got Talent entspricht.

### Live-Runden
Teilnehmer, die ihre Vorsprechen bestehen und einen Platz in den Live-Runden der Wettbewerbe bekommen – einschließlich derjenigen, die nach der Einführung des Formats und der anschließenden Anpassung an andere Got Talent-Editionen den Goldenen Buzzer erhalten haben – werden in Gruppen eingeteilt und treten gegeneinander an, um sich einen Platz im Live-Finale des Wettbewerbs zu sichern. Live-Episoden des Wettbewerbs finden an einem festgelegten Veranstaltungsort statt – der Ort hat variiert, wobei sich aktuell auf einen Veranstaltungsort in Los Angeles konzentriert wird –, während die Live-Episoden für jede Staffel wöchentlich im Netzwerk ausgestrahlt werden. Die Anordnung weicht von dem Zeitplan anderer internationaler Ausgaben ab – Britain's Got Talent zum Beispiel sendet seine Live-Folgen innerhalb einer Woche. Die Struktur der Live-Runden in dieser Runde des Wettbewerbs war unterschiedlich, wird jedoch häufiger als Viertelfinale, Halbfinale und das Finale selbst arrangiert – frühere Staffeln unterschieden sich in diesem Punkt, wobei das Finale manchmal in separate Runden aufgeteilt wurde.
Das Format der Live-Runden für das Viertelfinale und das Halbfinale sieht vor, dass jeder Teilnehmer eine neue Aufführung seiner Nummer vor den Juroren und den Zuschauern innerhalb einer „Aufführungs“ -Episode absolviert. In dieser Folge können die Juroren immer noch Feedback und Kommentare zur Leistung eines Teilnehmers abgeben und ihre Buzzer verwenden, wobei die Darbietung beendet wird, sobald alle Buzzer betätigt wurden. Nachdem die Folge ausgestrahlt wurde, stellt das Netzwerk der Öffentlichkeit eine festgelegte Zeitspanne zur Verfügung, um für ihre Aufführung abzustimmen, wobei die Ergebnisse dieser in einer separaten „Ergebnis“-Episode festgehalten werden; wann sie ausgestrahlt wird, ist variabel, obwohl sie häufiger nach einem Intervall von einem Tag nach der Live-„Performance“-Episode erfolgt. Die Teilnehmer werden dann über die Ergebnisse informiert, wobei diejenigen mit den höchsten Stimmen (d. h. Top 4) in die nächste Stufe vorrücken. Die beiden Auftritte, die die mittleren Stimmen aller Teilnehmer erhalten, werden einer Abstimmung durch die Juroren unterzogen, um zu bestimmen, wer sich den Fortgeschrittenen anschließt. Seitdem das Programm vier Juroren eingeführt hat, führt ein Gleichstand bei dieser Abstimmung dazu, dass die Einlage mit der niedrigeren Anzahl öffentlicher Stimmen eliminiert wird. Die Abstimmung der Juroren war in früheren Staffeln kein übliches Formatelement – in der ersten Staffel (2006) entschieden die Richter nicht darüber, wer weiterzog, sondern stimmten für Handlungen ab, die sie beeindruckend oder nicht beeindruckend fanden, während sie in der zweiten Staffel nicht über Handlungen abstimmen, sondern nur buzzern konnten.
Für einige Darbietungen, die eliminiert werden, gibt es immer noch eine Chance auf einen Aufstieg, indem sie zur „Wildcard“ dieser Runde ernannt werden. Bis zur zehnten Staffel (2015) unterschied sich dieses Format in seiner Funktionsweise – in einigen Staffeln konnten die Juroren jeweils einzeln einen oder mehrere Einlagen auswählen, um zur nächsten Stufe überzugehen oder in einer speziellen Wildcard-Runde anzutreten. In anderen Staffeln wurden die Wildcard-Acts aus den Auditions ausgewählt und traten in einer speziellen Runde an. Seit der zehnten Staffel ist das Format strukturierter und funktioniert ähnlich wie das Format von Britain's Got Talent, da die Juroren und das Publikum jeweils die Acts auswählen können, die sie als Wildcard-Act sehen möchten. Obwohl die Richter davon absehen, einen Viertelfinalisten als Wildcard-Akt auszuwählen, kann die Öffentlichkeit online für einen Auftritt innerhalb jedes Viertel- und Halbfinales stimmen, um in die nächste Runde überzugehen, wobei diese Abstimmung nach dem Sponsor der jeweiligen Staffel benannt.
Diejenigen, die es ins Finale der Staffel schaffen, treten gegeneinander an, um die meisten Stimmen aus dem Publikum zu erhalten, wobei die Anzahl der Finalisten von Staffel zu Staffel unterschiedlich ist – spätere Staffeln erlauben jedem Finalisten mehr als eine Aufführung und manchmal wird er von einem prominenten Gast, dem vorherigen Gewinner oder einem bekannten Teilnehmer aus einer früheren Staffel begleitet. Der Sieger, der die meisten Stimmen erhält, wird zum Gewinner gekrönt und erhält einen Geldpreis. Obwohl pro Programmwerbung 1 Million US-Dollar festgelegt sind, können die Gewinner in Wirklichkeit wählen, ob sie diesen Betrag entweder als Pauschalbetrag oder als finanzielle Rente in Höhe dieses Betrags erhalten möchten, was über vierzig Jahre mit rund 25.000 Dollar pro Jahr ausgezahlt wird, jedoch sind beide Optionen steuerpflichtig.

## Jury und Moderation
Die erste Staffel der Sendung moderierte Regis Philbin, für die zweite und dritte Staffel wurde dieser durch Jerry Springer ersetzt. Nach der dritten Staffel wurde bekannt, dass Springer nicht für eine vierte Staffel zurückkehren würde, da er sich auf seine Talkshow (The Jerry Springer Show) sowie auf eine Rolle in einem Theaterstück konzentrieren wollte.
Ab der vierten Staffel moderierte Nick Cannon die Sendung, bis er sich, auf Grund von Streitigkeiten mit dem Sender NBC, dazu entschloss die Sendung zu verlassen.
Ab der zwölften Staffel übernahm Tyra Banks die Moderation. Zur vierzehnten Staffel 2019 schied Tyra Banks auf eigenen Wunsch aus und wurde durch Terry Crews ersetzt.
| Staffel | Moderator      | Juroren       | Juroren          | Juroren         | Juroren        |
| ------- | -------------- | ------------- | ---------------- | --------------- | -------------- |
| 1       | Regis Philbin  | Piers Morgan  | David Hasselhoff | Brandy Norwood  | —              |
| 2       | Jerry Springer | Piers Morgan  | David Hasselhoff | Sharon Osbourne | —              |
| 3       | Jerry Springer | Piers Morgan  | David Hasselhoff | Sharon Osbourne | —              |
| 4       | Nick Cannon    | Piers Morgan  | David Hasselhoff | Sharon Osbourne | —              |
| 5       | Nick Cannon    | Piers Morgan  | Howie Mandel     | Sharon Osbourne | —              |
| 6       | Nick Cannon    | Piers Morgan  | Howie Mandel     | Sharon Osbourne | —              |
| 7       | Nick Cannon    | Howard Stern  | Howie Mandel     | Sharon Osbourne | —              |
| 8       | Nick Cannon    | Howard Stern  | Howie Mandel     | Mel B           | Heidi Klum     |
| 9       | Nick Cannon    | Howard Stern  | Howie Mandel     | Mel B           | Heidi Klum     |
| 10      | Nick Cannon    | Howard Stern  | Howie Mandel     | Mel B           | Heidi Klum     |
| 11      | Nick Cannon    | Simon Cowell* | Howie Mandel     | Mel B           | Heidi Klum     |
| 12      | Tyra Banks     | Simon Cowell* | Howie Mandel     | Mel B           | Heidi Klum     |
| 13      | Tyra Banks     | Simon Cowell* | Howie Mandel     | Mel B           | Heidi Klum     |
| 14      | Terry Crews    | Simon Cowell* | Howie Mandel     | Gabrielle Union | Julianne Hough |
| 15      | Terry Crews    | Simon Cowell* | Howie Mandel     | Sofía Vergara   | Heidi Klum**   |
| 16      | Terry Crews    | Simon Cowell* | Howie Mandel     | Sofía Vergara   | Heidi Klum**   |
| 17      | Terry Crews    | Simon Cowell* | Howie Mandel     | Sofía Vergara   | Heidi Klum**   |

*: Cowell fehlte bei den Live-Shows der 15. Staffel aufgrund eines Unfalls, der zu einer Rückenverletzung führte. Nachdem die Ärzte von ihm verlangt hatten, unter ärztlicher Beobachtung zu bleiben, holte die Produktion vorübergehend Ersatzspieler für die ersten beiden Viertelfinals, bevor sie sich dazu entschied, die verbleibenden Live-Runden mit einer dreiköpfigen Jury auszustrahlen.
**: Eric Stonestreet musste während eines Teils der 15. Staffel für Klum einspringen, nachdem sie während der letzten beiden Vorsprechen krank geworden war.

### Gastjuroren
2015 wurden im Rahmen der Überarbeitung der Bootcamp-Phase des Formats Gastjuroren in das Programm aufgenommen. Im Folgenden sind die Gastrichter aufgeführt, die im Programm für die „Judge Cuts“ aufgetreten sind, pro Staffel und in der Reihenfolge ihres Erscheinens pro Woche:
| Staffel | Gastrichter bei den Judge Cuts (in der Reihenfolge ihres Erscheinens) | Gastrichter bei den Judge Cuts (in der Reihenfolge ihres Erscheinens) | Gastrichter bei den Judge Cuts (in der Reihenfolge ihres Erscheinens) | Gastrichter bei den Judge Cuts (in der Reihenfolge ihres Erscheinens) |
| Staffel | 1                                                                     | 2                                                                     | 3                                                                     | 4                                                                     |
| ------- | --------------------------------------------------------------------- | --------------------------------------------------------------------- | --------------------------------------------------------------------- | --------------------------------------------------------------------- |
| 10      | Neil Patrick Harris                                                   | Michael Bublé                                                         | Marlon Wayans                                                         | Piers Morgan                                                          |
| 11      | Ne-Yo                                                                 | Reba McEntire                                                         | George Lopez                                                          | Louis Tomlinson                                                       |
| 12      | Chris Hardwick                                                        | DJ Khaled                                                             | Laverne Cox                                                           | Seal                                                                  |
| 13      | Ken Jeong                                                             | Olivia Munn                                                           | Martina McBride                                                       | Chris Hardwick                                                        |
| 14      | Brad Paisley                                                          | Dwyane Wade                                                           | Ellie Kemper                                                          | Jay Leno                                                              |

## Gewinner
| Staffel | Jahr | Name                      | Talent               |
| ------- | ---- | ------------------------- | -------------------- |
| 1       | 2006 | Bianca Ryan               | Gesang               |
| 2       | 2007 | Terry Fator               | Imitation/Bauchreden |
| 3       | 2008 | Neal E. Boyd              | Gesang               |
| 4       | 2009 | Kevin Skinner             | Gesang               |
| 5       | 2010 | Michael Grimm             | Gesang               |
| 6       | 2011 | Landau Eugene Murphy, Jr. | Gesang               |
| 7       | 2012 | Olate Dogs                | Hundedressur         |
| 8       | 2013 | Kenichi Ebina             | Tanzen/Pantomime     |
| 9       | 2014 | Mat Franco                | Zauberkünstler       |
| 10      | 2015 | Paul Zerdin               | Bauchreden           |
| 11      | 2016 | Grace VanderWaal          | Gesang               |
| 12      | 2017 | Darci Lynne Farmer        | Bauchreden           |
| 13      | 2018 | Shin Lim                  | Zauberkünstler       |
| 14      | 2019 | Kodi Lee                  | Gesang               |
| 15      | 2020 | Brandon Leake             | Gedichte             |
| 16      | 2020 | Dustin Tavella            | Zauberkünstler       |

2016 belegten die österreichischen Zauberkünstler Thommy Ten und Amélie van Tass unter dem Namen The Clairvoyants den zweiten Platz. 2018 wurde die Vorarlberger Akrobatengruppe Zurcaroh ebenfalls Zweiter. In der 17. Staffel ist Joe Tödtling unter dem Namen „Burning Joe“ als erster Stuntman weltweit aufgetreten und hat in der Entertainmentindustrie neue Maßstäbe gesetzt.

## America’s Got Talent: The Champions
Im Mai 2018 beauftragte NBC Executive Producer Simon Cowell mit der Produktion eines All-Star-Spin-off-Wettbewerbs mit dem Titel America’s Got Talent: The Champions. Cowell hatte die Idee für einen Wettbewerb, der aus Gewinnern und anderen erfolgreichen Teilnehmern bestehen sollte, die im Laufe der Jahre bei America’s Got Talent aufgetreten waren. Das Format des Spin-offs sollte dem der Hauptsendung ähneln, wobei die Episoden im Herbst voraufgezeichnet und später im Winterprogramm des Senders ausgestrahlt wurde.
Vom Spin-off wurde zwei Staffeln 2019 und 2020 ausgestrahlt. Die erste Staffel 2019 gewann Shin Lim, America’s Got Talent-Sieger aus dem Jahr 2018. Die zweite Staffel 2020 gewann V.Unbeatable, America’s Got Talent-Finalist aus dem Jahr 2014.

## Internationale Versionen
In über 50 Gebieten wurden lokale Adaptionen von Got Talent produziert. Die britische Version, Britain’s Got Talent, gilt dabei als das Original und Vorbild für die Ableger. Die deutsche Adaption heißt Das Supertalent und wird seit 2007 bei RTL ausgestrahlt. In der Schweiz wurden seit 2011 vier Staffeln von Die grössten Schweizer Talente auf SRF 1 gesendet.